# Rodzik
Rodzik (inaczej Radzik) – wzniesienie w Częstochowie o wysokości 249,5 m n.p.m. Położone na lewym brzegu Warty. Koło wzgórza znajduje się starorzecze, wzdłuż którego przebiega Szlak Jury Wieluńskiej.
Według monografii Częstochowa – dzieje miasta i klasztoru jasnogórskiego, przez wzgórze od XVI wieku przebiegała granica przestrzeni miejskiej Częstochowy.